# El Convent (Blanes)
El Convent és una obra del municipi de Blanes (Selva) inclosa en l'Inventari del Patrimoni Arquitectònic de Catalunya.

## Descripció
Es tracta d'una construcció ubicada en una posició bastant insòlita, i poc usual, com és al cim d'un promontori annex al mar, concretament a la punta de Santa Anna, sota del turó de Sant Joan, trobem una magnífica residència voltada de pins i penjada damunt del mar. Contemplant l'edifici, ràpidament es fa palesa de la convivència existent entre dos moments històrics completament dispars i separats per un enorme parèntesi temporal: per una banda, tenim les restes originàries del convent, les quals degut als importants episodis de saqueigs i violència protagonitzats sobretot en l'època de la desamortització, subsisteixen penosament com a testimonis de l'època daurada dels caputxins a la vila. Mentre que per l'altre, la intervenció contemporània que es va duu a terme a mitjans del segle passat, va dotar al conjunt d'una nova fesomia, adaptant i contextualitzant l'edifici als temps moderns imperants. Un nou aspecte en una doble basant, tant pel que fa a l'aspecte superficial de l'edifici, com pels propietaris, els quals van deixar de ser la congregació religiosa, passant a mans privades.

## Història
L'any 1438, Bernat Joan de Cabrera, comte de Mòdica, va obtenir del bisbe de Girona, llicència per a edificar un convent per als franciscans, però sembla que no hi arribaren a residir. El lloc sol·licitat per a construir-hi el convent era el promontori on hi havia la capella de Santa Anna situada al damunt de la cala Sa Forcanera; aquesta capella es troba documentada des de l'any 1514. Per tant, en un extrem de la muntanya de Santa Joan es bastí, en el lloc on el 1514 – en temps del bisbe Guillem Boïl, existia una capella dedicada a Santa Anna, el Convent de Blanes. El 1583 es fundaren a Catalunya nombrosos convents i monestirs de frares caputxins, sent el de Blanes el que feia dotze de l'època esmentada.
El principal responsable de l'establiment dels caputxins a Blanes, va ser el pare Arcàngel, el qual provenia de Sant Celoni. Se sap per fonts i testimonis, que aquest primer convent, es tractava d'una construcció molt rudimentària i simple; es tractava d'un casalot malgirbat, fet de fang i d'encanyissats, i que en el millor dels casos no passava de ser una barra rústica. Tenia refectori, dormitori per a cinc o sis persones i lloc d'oració en una capella petita. En el 1609, es va instituir la festa de Sant Elm, patró dels mariners, el que 2 de juny anaven en processó al convent. En el 1626, es va procedir a la reedificació del convent i església de Santa Anna, i per a dur-la terme, els marquesos d'Aitona, van concedir la llicència perquè s'aprofités la pedra del castell de Sant Joan. Durant la pesta al segle xvii, s'establí el Vot de Blanes al Pare Sant Francesc, i es va prometre que d'ençà de llavors cada any es solemnitzaria la festa del Sant anant en processó a Santa Anna.
El 1631, els fidels van oferir al convent, el retaule que decorava l'altar major, obra de l'artista Battista de Palma, genovès instal·lat a Barcelona. Durant el trienni liberal (1820-23), imperava una gran onada d'anticlericalisme. El decret de 16 de maig de 1821 suprimint gran nombre de convents va afectar el de Caputxins de Calella, els quals van haver d'anar a formar part de les comunitats de Blanes i Figueres, però el 10 d'agost de 1822 es va ordenar la confiscació del Convent de Blanes per convertir-lo en fortalesa, i els frares van ser expulsats. Tot això, en produir-se el restabliment del règim absolutista els frares van tornar, però es van trobar l'edifici molt deteriorat i malmès, cosa que va provocar que s'iniciés ràpidament la reconstrucció. Però pocs anys havia de durar la seva estada, ja que un altre període d'anticlericalisme, amb crema de convents i assassinats de religiosos, acabaria definitivament amb la comunitat blanenca, que el 1835 abandonava per sempre més el seu convent, dispersant-se els seus béns materials i culturals, i procedint-se a la venda de la propietat a particulars. A poc a poc es va anar enderrocant l'edifici.
Part de l'edifici de l'antic convent, va ser habilitat com a residència senyorial del matrimoni Casas-Massó aproximadament en el 1932. Acabada la guerra del 36, es va dur a terme la construcció d'una capella enmig de les ruïnes del temple franciscà; les obres van ser protagonitzades per l'arquitecte Isidre Puig i Boada en l'any 1936. Reconversió final de tot el temple franciscà en una gran mansió senyorial a finals del segle xx.